# サミー・リョン
サミー・リョン（森美、Sammy Leung、1973年12月3日 -）は、香港生まれのラジオ番組司会者、歌手、俳優、森美移動のメンバーである。本名は梁志健。愛称はサミー。ゴールド・レベル・エンターテインメント→ゴールド・タイフーン・エンターテインメント所属。

## 出演作品

### ラジオ番組
- 『捜尋音楽』
- 『森美小儀COLOR CAFE』
- 『森美心思思日記』
- 『KPS反轉一粒鐘』
- 『末日嬉戲』
- 『不日嬉戲』
- 『青蘋果與紅提子』
- 『志健美先生』
- 『恐怖份子』
- 『愛上903吧』
- 『一切從音樂開始』
- 『森美變態樂園』
- 『森美小儀餓o靚之home』
- 『森美小儀餓o靚之van』
- 『森美小儀dot dot dot』
- 『森美小儀山寨王』
- 『嘩嘩嘩打到嚟！ 森美梁何國良 大小不良』（2004年6月28日-2004年7月2日）
- 『森美小儀K饉40』
- 『903 傍住你放榜』
- 『架勢堂』
- 『森美移動』

### ラジオドラマ
- 『獨臂少年』
- 『來不及聽你說愛我』
- 『七剣』
- 『Model王傳奇』
- 『公子日記』
- 『大衛営』
- 『爆籃無敵』
- 『森美幻想劇』
- 『奪標前傳』
- 『天空之王』
- 『街車王』
- 『十九樓半的夏天』
- 『uma與neko』
- 『宇宙突擊隊 Uma與Neko—砂鍋雲吞雞』
- 『巴治奧』
- 『仙樂都』
- 『鴿子園』
- 『黄金少年』
- 『森之愛情』（クリスマス篇）
- 『森之愛情Ⅱ 電燈膽』
- 『生滋愛情Ⅱ 電鬚刨』
- 『笑談広東話』
- 『森美幻想劇』

### テレビ番組
2005年
- 香港ケーブルテレビ『先睇星期四』（サンドラ・ン&サミー・リョン）
- 香港ケーブルテレビ『再睇星期五』（サンドラ・ン&サミー・リョン）

2006年
- tvb『15/16』（サミー・リョン&キティ・ユン）
- tvb『2006年ミス・チャイニーズ・インターナショナル・ページェント』

2007年
- tvb『香港小姐奧運任務』（サミー・リョン&キティ・ユン）
- tvb『2007年ミス香港コンテスト』
- tvb『殘酷一叮』（サミー・リョン&ミリアム・ヨン）
- tvb『開森玩家』（サミー・リョン&ヤン・ン)
- tvb『2007年ミス・チャイニーズ・インターナショナル・ページェント』

2008年
- TVB『2008年ミス・チャイニーズ・インターナショナル・ページェント』
- TVB『亮相』（サミー・リョン&キティ・ユン）

### テレビドラマ
- 『百份百感覺』
- 『當四葉草碰上劍尖時』 - 小販
- 『森之愛情』
  - 第1話 - 正恆、明東 役
  - 第2話 - 阿星 役
  - 第3話 - 阿恆 役
  - 第5話 - ドクター・リョン 役
  - 第6話 - 阿森 役
  - 第7話 - Sammy 役
  - 第8話 - 阿峰 役
  - 第9話 - 梁嘉樂 役
  - 第10話 - 阿傑 役

### 映画
- 1996年：
  - 『飛虎雄心』
  - 『飛虎雄心之傲氣比天高』
- 1997年：
  - 『愛你愛到殺死你』
- 1998年：
  - 『スイート・ムーンライト』
  - 『熱血最強』
- 1999年：
  - 『ゴージャス』（原題：玻璃樽）
- 2000年
  - 『特攻!BAD BOYS』（原題：Bad Boy特攻）
- 2001年：
  - 『4x100水著份子』 - 余錦機／魚仔 役
  - 『同居密友』
  - 『百分百感覺2』 - 文浩 役
  - 『玉女添丁』
- 2002年：
  - 『新紮師妹』 - Over 役
- 2003年：
  - 『行運超人』 - 阿炳 役
  - 『絕種好男人』 - 乞衣 役
  - 『六樓后座』 - 林国宝／美顏宝 役
  - 『新紮師妹2之美麗任務』 - Over 役
  - 『地下鉄』
- 2004年： 
  - 『甜絲絲』 - 羅二娣 役
  - 『我要做Model』 - 范特西 役
- 2005年
  - 『非常青春期』 - 世雄 役
  - 『雀聖2之自摸天后』 - 朗拿顛奴 役
- 2006年：
  - 『野蠻秘笈』 - 金擁 役
  - 『鬼眼刑警』 - 抽水強 役
  - 『愛上屍新娘』 - 口水泉 役
  - 『新紮師妹3』 - Over 役
- 2007年：
  - 『雀聖3之自摸三百番』
  - 『甜心粉絲王』 - 李痴心 役
  - 『十分愛』 - 志榮 役
  - 『醒獅』
  - 『戲王之王』
  - 『七月好風』
- 2008年：
  - 『我的最愛』 - 阿輝（ゲスト） 役
  - 『狼牙』
  - 『六樓后座2家屬謝禮』（ゲスト） - 宝 役
  - 『我不売身、只売子宮』
  - 『絶代双嬌』
- 2015年：

子宮』
- - 『小さな園の大きな奇跡』 - Bowie Chin  役

### 吹き替え作品
- 『森のリトル・ギャング』（アニメ映画）
- 『シャーク・テイル』（アニメ映画） - オスカー 役
- 『クィア・アイ』（アメリカテレビ番組） - ナレーター
- 『モンスターズ・インク』（アニメ映画） - マイク
- 『人狼 JIN-ROH』（アニメ映画）
- 『ザ・ボロワース』（一般映画）
- 『The Children of Heaven』（一般映画）
- 『ラッシュアワー2』（一般映画）
- 『跑Online』（オンラインゲーム）
- 『ロボッツ』（アニメ映画）
- 『ミュータント・タートルズ』（アニメ映画）
- 『スペース・チンプス』（アニメ映画）

### サミー&キティ歌劇団
- 1999年：『很長的good morning miss』
- 2000年：『十九樓半的夏天』
- 2001年：『有怪莫怪的世界』
- 2001年：『流星級的演唱会』
- 2002年：『奪標』
- 2003年：『大衛営』
- 2004年：『お早う！マンハッタン』（原題：早安啊！曼克頓）
- 2005年：『亞卡比槍擊事件』
- 2006年：『Big Nose』
- 2007年：『LoKamochi Mamiba』
- 2008年：『小孖侠』

### サミー・リョンのパーソナルショー
- 2008年：『森美金牌司儀 The Show Must Go Wrong』

## 音楽作品

### アルバム
- 2001年：『十九樓半的夏天-舞台オリジナルサウンドトラック』
- 2002年：『奪標-舞台オリジナルサウンドトラック』
- 2003年：『大衛営舞台オリジナルサウンドトラック』
- 2005年：『亞卡比槍擊事件-舞台オリジナルサウンドトラック』
- 2007年：『Don't Be Scared EP第一版』（森美移動）（Silly Thing）
- 2007年：『Don't Be Scared EP第二版』（森美移動）（Silly Thing）

### 歌曲
- 2007年7月-2007年9月：「八月的蝴蝶」（『森之愛情』主題歌）
- 2008年3月：「金牌司儀」（『森美金牌司儀 The Show Must Go Wrong』主題歌）
- 2008年3月：「Sound Track」（『森美金牌司儀 The Show Must Go Wrong』）